# Арабы
Ара́бы (араб. عرب‎ [ˈʕarab]) — группа народов семитской этноязыковой группы, населяющих государства Ближнего Востока и Северной Африки. Арабы говорят на арабском языке и используют арабское письмо. Численность арабов составляет около 430—450 млн человек. Более 90 % арабов исповедуют ислам, часть — христианство.

## История

### Доисламский период

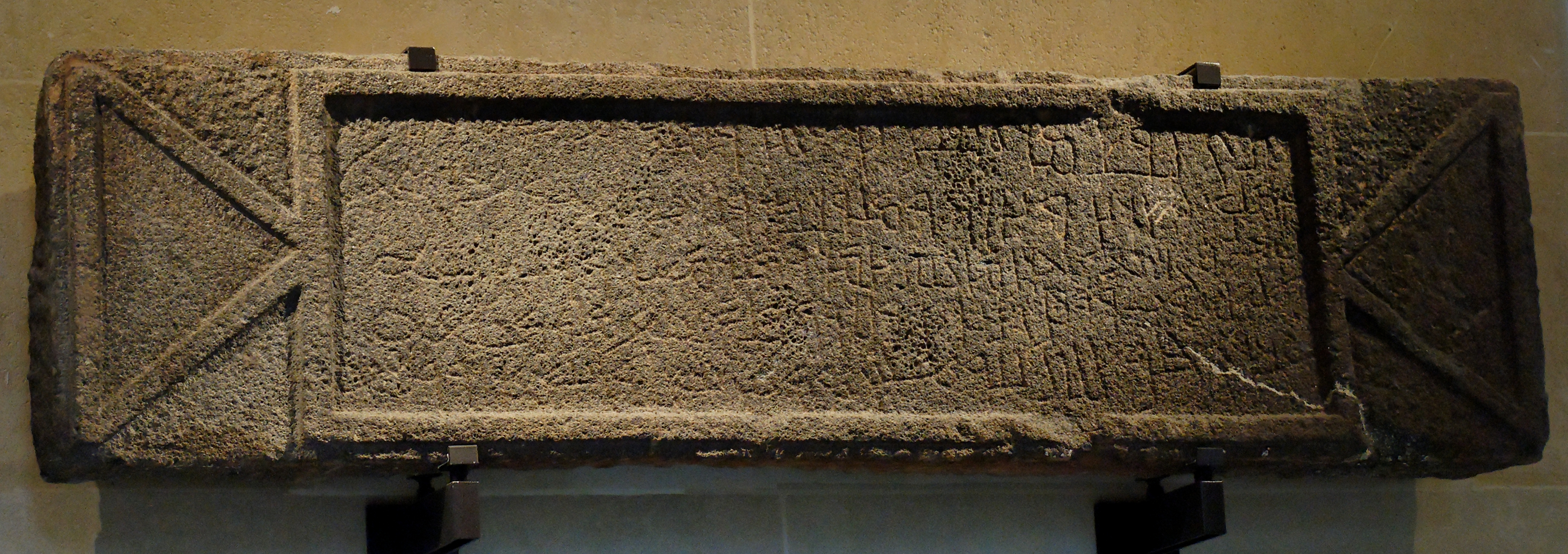
Арабская эпитафия Имру аль-Кайса, «сына Амра, царя всех арабов», начертанная набатейским письмом. Базальт, датированный 7 Кислулом, 223, а именно 7 декабря 328 года н. э. Найден на Немаре в Хауране (Южная Сирия)

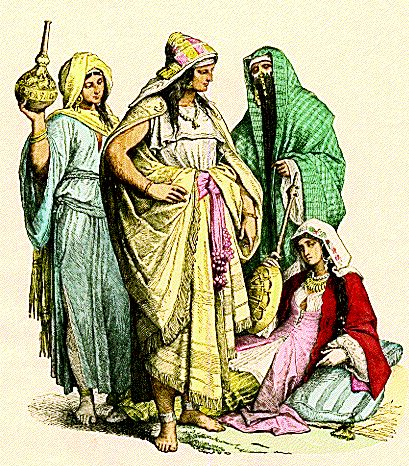
Одежда арабских женщин, IV—VI века

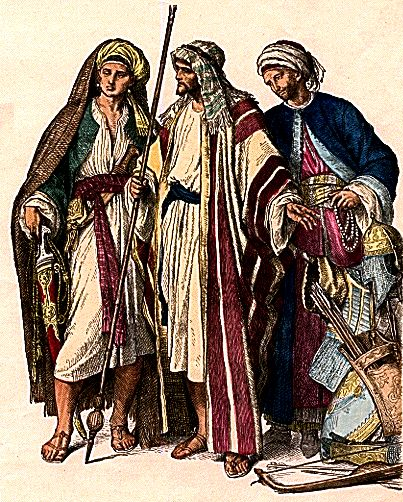
Одежда арабских мужчин, IV—VI века

Предками арабов являются древние народы и племена Ближнего Востока и Северной Африки. История арабов тесно связана с историей семитоязычных народов вообще. Согласно месопотамским историческим свидетельствам, арабы начали отделяться от других семитских народов не ранее 1-го тысячелетия до н. э. В то время арабы южной Аравии уже создали процветающие города и царства (Саба и др.), а северные регионы Аравийского полуострова были населены главным образом кочевниками-бедуинами. С 1-го тысячелетия до н. э. по 1-е тысячелетие н. э. на территории проживания северных арабов существовали такие государства, как Пальмира (Тадмор), Набатея, Лихьян, Гассан и Лахм. Связь северных и южных арабов проходила торговыми путями через западную Аравию (Хиджаз). Жители этого региона говорили на арабском языке и возводили своё происхождение либо к сыну пророка Ибрахима — Исмаилу — либо к Кахтану, отождествляемому с библейским Иоктаном — потомком Ноя. В мекканском храме, Каабе, впервые построенном, предположительно, Ибрахимом, арабы-язычники совершали служение идолам.
К V—VI векам цивилизации северных и южных арабов пришли в упадок.

### Халифат
В начале седьмого века мекканский религиозный деятель Мухаммед основал религию ислам и создал свою общину — умму. Созданное после Мухаммеда государство (Халифат) начало быстро разрастаться и через сто лет стало простираться от Испании через Северную Африку и юго-западную Азию до границ Индии. С началом арабских завоеваний этноним арабов превращается в самоназвание аравийских племён, которые составили средневековую арабскую народность. Хотя бедуины и содействовали первоначальному распространению ислама, в дальнейшем он развивался главным образом грамотными городскими людьми. Миграция аравийцев привела к приобщению неаравийских новообращённых племён к арабскому языку. Он стал основным на территориях от Марокко до Ирака не только для мусульман, но и христиан и иудеев. Постепенно население Северной Африки и Ближнего Востока становилось арабами в широком смысле этого слова.
Распространение ислама обеспечивало арабам сеть полезных для них контактов. Вместе с христианами, евреями, персами и другими они построили одну из величайших известных миру цивилизаций. В период с VIII по XII век было создано большое количество произведений великой арабской литературы в форме поэзии и прозы, художественные произведения, юридические кодексы и философские трактаты. В «золотой век ислама» произошёл большой прогресс науки, особенно, в области астрономии, медицины, географии, истории и математики.
В первые века своего существования Арабский халифат был политически объединён под властью халифов. К середине X века началась её фрагментация и падение под натиском турок-сельджуков, крестоносцев, монголов.

### Турецкое господство и колониализм

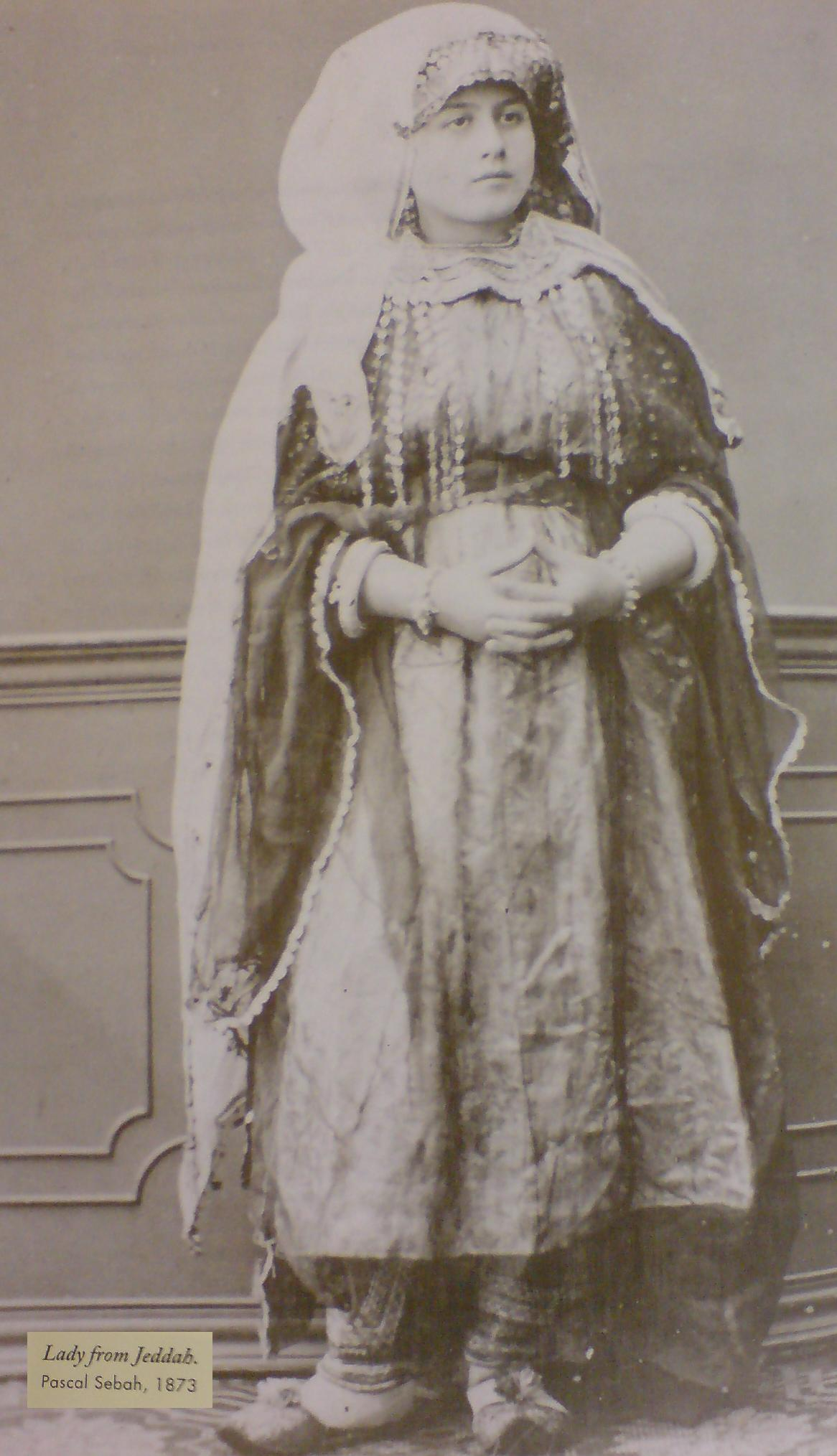
Арабская женщина в 1873 г.

В XVI в. османские турки завоевали значительную часть арабского мира и разделили его на провинции (вилает). В XIX веке англичане и французы фактически установили контроль над большей частью Северной Африки.
В ходе Первой мировой войны англичане организовали антитурецкое восстание в Аравии. Надеясь получить независимость после войны, арабы помогали англичанам в завоевании Сирии и Палестины. В первой половине XX века стали появляться всё более настойчивые требования независимости и объединения со стороны арабов. Европейцы стимулировали модернизацию, но одновременно с этим они проводили расселение французов на лучших землях Алжира и европейских евреев в Палестине.

### Современность
После Второй мировой войны все арабские народы, за исключением палестинцев, обрели в конечном счёте полную независимость. Алжирцы сделали это лишь после продолжительной восьмилетней войны с Францией с 1954 по 1962. С 1991 года между Израилем и Организацией освобождения Палестины (ООП) начали приводиться в действие различные соглашения, в которых намечаются в общих чертах меры для будущего палестинского самоуправления.

## Группы арабов
Арабы подразделяются на три основные группы: кочевники-скотоводы (бедуины), селяне-земледельцы (феллахи), жители сёл и горожане, жители городов. Кроме того, существует несколько небольших групп арабов (например, суданские скотоводы баггара), которые в течение нескольких месяцев занимаются земледелием в деревнях, а в остальную часть года кочуют вместе со своими животными. Арабы, живущие в дельтах рек и в прибрежных районах Красного, Средиземного и других морей, занимаются рыболовством. Ещё одна группа — жители месопотамских болот озёрные арабы.
Большинство арабов — селяне-феллахи, занимающиеся пашенным земледелием, кочевым скотоводством и садоводством. Основа их родоплеменной организации — линидж, имеющие общего предка по мужской линии. Несколько групп объединены в племя во главе с вождём.

### Бедуины
Во второй половине 2-го тысячелетия до н. э. у аравийских племён начал складываться хозяйственно-культурный тип кочевников-верблюдоводов (бедуинов). Большинство бедуинов живёт на Аравийском полуострове, в пустынных районах Иордании, Сирии, Ирака, а также в Египте и в северной Сахаре. Приблизительная численность бедуинов составляет от 4 до 5 млн человек. Образ бедуина во многом романтизирован европейцами и другими арабами, считавшими, что «самые чистые» арабы сохранили неизменным образ жизни своих предков. В действительности же и бедуинов не обошли стороной внешние воздействия и изменения.

#### Общество
Бедуины ведут строго племенной образ жизни. Бедуинские племена, состоящие из нескольких семейств (бану), могут насчитывать от нескольких сотен до 50 000 членов. Каждое семейство племени подразделяется на более мелкие подсемейства. Подразделение из нескольких семей называется «хамулой». Браки осуществляются по возможности внутри «хамулы». Семья является наименьшей социальной единицей в бедуинском племени.
К племени могут присоединяться или отпочковываться некоторые группы. Каждое племя и его часть возглавляется старшим по мудрости и опыту шейхом. Должность шейха может наследоваться.

#### Экономика
Бедуины ведут кочевой образ жизни. В зимнее время «хамулы» постоянно кочуют по пустыне в поисках воды и пастбищ для скота. Летом «хамулы» собираются вблизи племенных колодцев. Племенам и семействам часто приходится бороться за права на землю и воду.
Бедуины занимаются разведением верблюдов или овец и коз. Верблюдоводы считают себя единственными истинными арабами, стоящими выше овцеводов. Верблюды снабжают своих хозяев молоком и мясом для питания и шерстью для изготовления ткани. Овцеводы часто поддерживают тесные отношения с жителями деревень и городов.

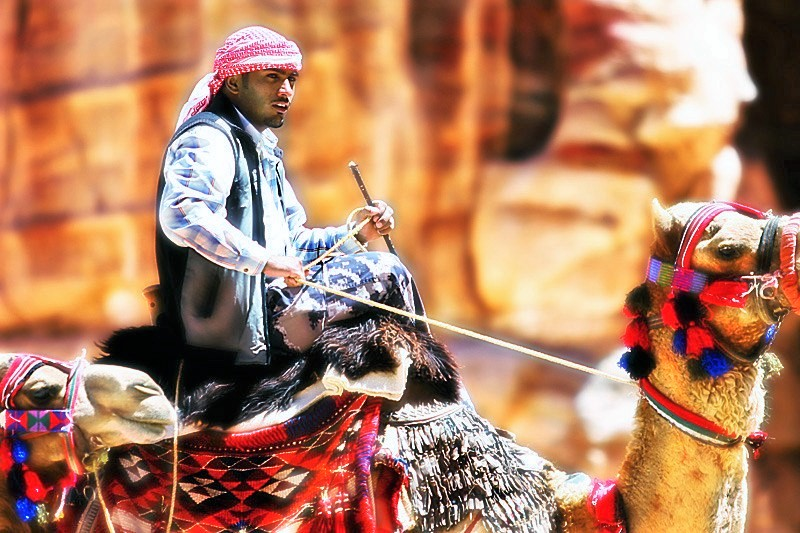
Верблюдовод-бедуин

Бедуины редко пользуются деньгами и часто вступают в бартерные отношения с деревенским и городским населением. В обмен на шкуры, шерсть, мясо и молоко бедуины берут зерно, финики, кофе, фабричные ткани, металлическую посуду, орудия труда и т. д.
Бедуины живут в четырёхугольных палатках (шатрах), которые состоят из широких полотнищ вязаной овечьей шерсти, иногда из брезента, укладываемых на остов из шестов и жердей. Всё их имущество легко умещается на животных.

#### Мужчины и женщины
Мужчины-бедуины руководят процессом перекочёвок и занимаются уходом за животными. Они любят охотиться и устраивать бои различных животных. Бедуины часто оказываются вовлечёнными в межплеменные и междоусобные разборки, связанные с вопросами собственности, чести и т. д. Распространённые ранее случаи кровопролития, связанные с нападениями на караваны и деревни с целью грабежа или вымогательства, в последнее время становятся более редкими.
Гордость бедуина — конь, используется главным образом для скачек и лёгких прогулок. Арабская лошадь плохо приспособлена к условиям пустыни, её никогда не используют для тяжёлой работы, и служит в основном предметом престижа.
Женщины занимаются домашними делами, заботятся о детях, ткут материал для палаток и одежды. Иногда они ухаживают за овцами и козами. Женщины, как правило, живут в отдельной части семейного шатра (гарем). Они тщательно оберегаются от контактов с чужаками и при появлении незнакомцев должны уходить в свою часть шатра.

#### Пища и одежда

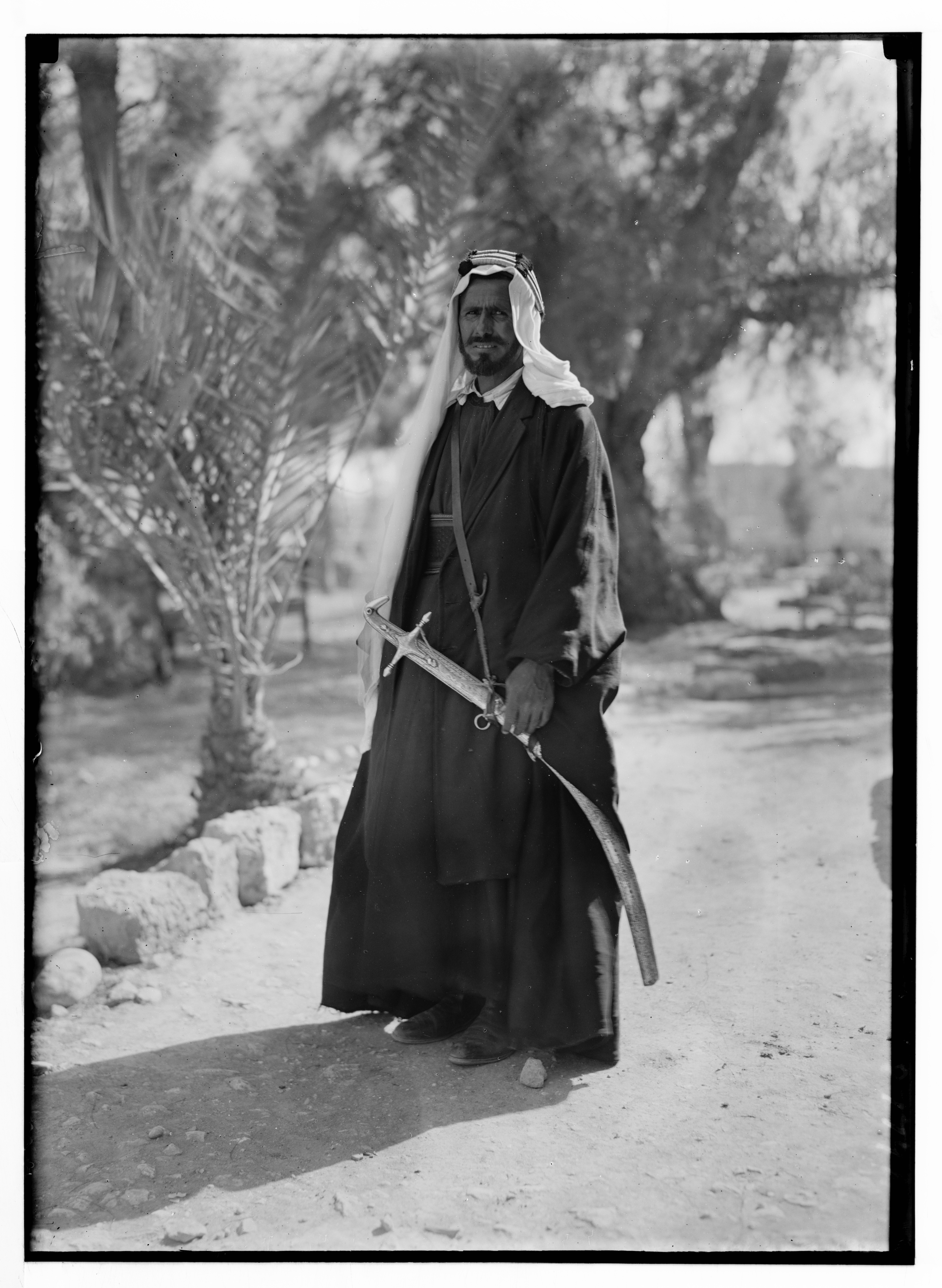
Бедуинский шейх

Бедуины в основном питаются свежим верблюжьим молоком или молоком после специального сквашивания. Кроме молока, в рацион их питания входят финики, рис, пшеничные, ячменные, просяные или кукурузные лепёшки. Мясо бедуины едят редко, по случаю праздников и других особых торжеств. Любимые горячие напитки бедуинов — чай и кофе.
В стиле одежды бедуинов разных регионов наблюдается значительное разнообразие. Для бедуинов магриба характерна мужская верхняя одежда (геллаба) и халат (бурнус) с капюшоном. Восточные бедуины носят длиннополое одеяние (галабея), поверх которого надевается просторный открытый спереди халат (аба). Мужчины носят куфию, закреплённый на голове шнурковым кольцом (агалем). Женщины-бедуинки носят одежды, которые напоминают «галабею» или платья с определённо выделенным лифом, а также свободные шаровары и разнообразные жакеты или разного типа «аба». На голове женщины обязательно должен быть платок. У некоторых бедуинов женщины могут носить также особую занавеску для лица (хаик).

#### Религия
Большинство бедуинов принадлежит к мусульманам-суннитам, среди них есть и христиане, и мусульмане-шииты. В отличие от жителей исламских сёл и городов, бедуины не настолько религиозны, но при этом они регулярно совершают предписываемые исламом пять ежедневных молитв. Некоторые из них до сих пор неграмотны, поэтому не могут читать Коран, и полагаются на его устную передачу. 

### Сельские жители
Около 70 % арабов живёт в деревнях. Большой проблемой для них является бедность. Большинство деревенских жителей — земледельцы (феллах). Дома крестьян относятся к различным вариантам средиземноморского типа, построенных из саманного кирпича, камня, циновок и т. д. Вокруг домов располагаются поля, сады и виноградники. Из-за нехватки воды деревенские жители вынуждены строить оросительные каналы.

#### Деревенское хозяйство
В деревнях чаще всего выращивают зерновые культуры (пшеница и сорго) и овощи. Основной продукт питания — хлеб, каши из различных зерновых, молочные продукты, зелень, овощи и т. д. В зависимости от региона арабы также выращивают: финики (в оазисах пустынь); цитрусовые (на ливанском побережье); абрикосы, виноград, миндаль, оливки и т. д. (в предгорьях). В Египте и некоторых других регионах важной товарной культурой является хлопок. Многие арабы-мусульмане соблюдают пищевые предписания ислама, постятся в месяц Рамадан, не пьют алкогольные напитки и не едят свинину.
Иногда для орошения арабы-земледельцы направляют воду естественных потоков в сложную систему каналов и шлюзов, осуществляя выделение воды для пользователей, имеющих на неё право. Если раньше для подъёма воды с одного уровня на другой использовались водяные колёса, то в последние годы для этих целей создаются плотины.
Большинство земледельцев являются арендаторами, отдающими значительную часть производимого продукта владельцам земли. В горных местностях высока доля независимых владельцев земли. Крупными земельными собственниками обычно являются горожане и бедуинские шейхи. Проблема принадлежности земли собственникам, не живущим на ней, решается правительствами арабских стран различными способами.
Сельские жители часто поддерживают тесные отношения с бедуинами и с горожанами. Они обменивают с ними свою продукцию на товары или деньги. Некоторые земледельцы имеют бедуинские корни и могут поддерживать семейные связи с ними. В поисках более высокооплачиваемой работы жители деревень всё чаще мигрируют в города. Часть из них попеременно перемещается между деревней и городом. Одним из фактором увеличения у сельских жителей стремления жить в городе является активный рост школьного образования, начавшийся в арабских деревнях в XX веке.

#### Сельское общество
Домашние хозяйства в арабских деревнях чаще всего состоят из семейной пары и их детей. В них также могут входить жёны сыновей и их дети. Близкие родственники и их семьи чаще всего живут рядом. Несколько семей образуют «хамулу». Браки могут заключаться как внутри «хамулы», так и внутри деревни. Многие арабские крестьяне являются членами больших племенных групп, состоящих из жителей множество разных деревень. Некоторые племена ведут своё происхождение от бедуинов.
У большинства арабских земледельцев глубоко развито чувство принадлежности к своей деревне. В случае внешней угрозы они обычно помогают друг другу. Однако в большинстве видов деятельности, касающейся общины в целом, сотрудничества между ними наблюдается мало.

### Городские жители
Арабские города являются административными, торговыми, промышленными и религиозными центрами. Некоторые города похожи на европейские мегаполисы. В XX веке из-за притока мигрантов из деревень многие арабские города заметно выросли и изменились. Однако, в старых районах крупных городов и в некоторых более мелких городах можно увидеть традиционный тип городской жизни.
В настоящее время старый арабский город сохраняется почти прежним в Сане (Йемен) и в ряде других малых провинциальных центров. В таких крупных городах, как Алеппо (Сирия) преобладает современность, в Каире (Египет) старый город окружён доминирующим новым, а в Бейруте (Ливан) полностью стёрты следы старого города.

#### Традиционный и современный город
Для традиционного арабского города характерны узкие улочки и тесная застройка домов. На первых этажах часто расположены лавки и мастерские. Объединяющиеся по специализации лавки и мастерские образуют базары (сук), на которых торговцы и ремесленники демонстрируют товары. У многочисленных торговцев продуктами питания на базарах можно купить разнообразные кондитерские и мясные изделия.
Чёткого разделения города на торговые и жилые районы не существует. Арабские города обычно разделены на кварталы по этническому или религиозному принципу, или же по торговой специализации. Основные общественные строения — религиозные здания (мечети, медресе и т. д.), реже — фортификационные сооружения.
Новые арабские города построены по образцу европейских. Арабские города различаются тем, насколько новые формы заместили собой старые. В новых жилых районах можно увидеть традиционные мелкие лавочки и кофейни.

#### Городская социальная организация
Система муниципального управления традиционного города обычно ограничивалась контролем рынков и содержанием полиции. Горожане больше заботились не о городе как общине, а о семье и религии. Семейная жизнь в городе не отличалась по своему образу от сельской.
В XX веке заботам о семьях и религии пришлось конкурировать с лояльностью к государству. Построенная система образования оказала мощное воздействие на средний и высший классы городов. Эти классы были заинтересованны в поощрении идеи социального равенства мужчин и женщин и в ослаблении требований, предъявляемых к ним со стороны семьи и религии.

#### Положение женщин
В XX веке положение арабских женщин в крупных городских центрах значительно изменилось. В большинстве арабских государств они имеют право голоса, для них строятся школы и профессиональные учебные заведения. Разрешённое в исламе многожёнство, которое и раньше было редким явлением, становится всё менее распространённым. Большинство арабских многоженцев сейчас имеют не более двух жён. В городах многие мусульманки ходят в хиджабах, которые является символом того, что женщина нуждается в обеспечении защиты от посторонних.

## Язык
Арабский язык относится к южной подгруппе западно-семитской группы афразийской языковой семьи. Письменность — на основе арабского алфавита. Литературный арабский язык, распространённый среди всех арабов, имеет диалектные варианты: иракский, йеменский и т. д.
Современные разговорные диалекты арабского языка распадаются на отличные от друг друга группы (аравийская, иракская, сиро-ливанская, египетская и др.).

## Культура

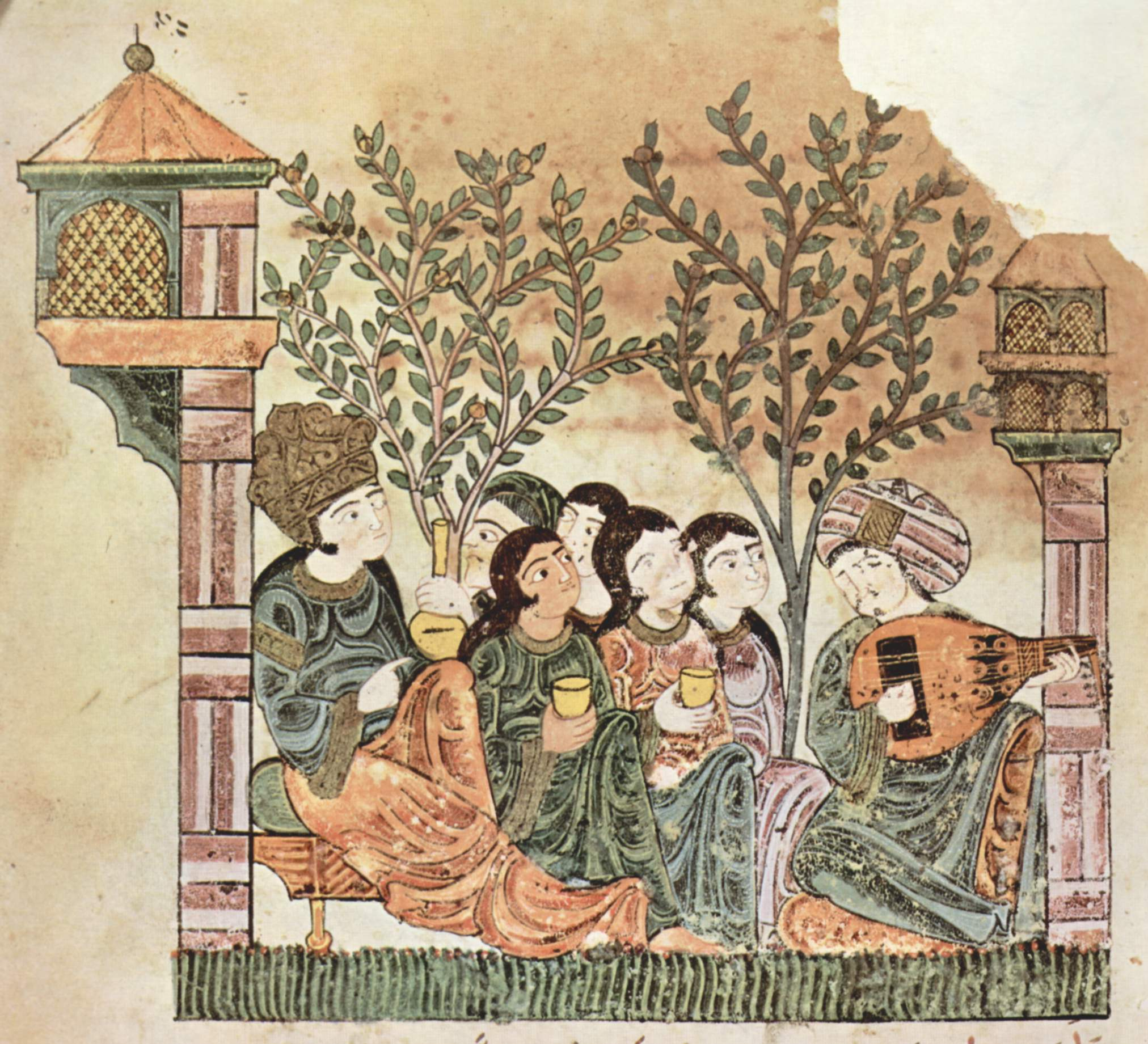
Зирьяб играет на уде для девушек

Арабская архитектура и их декоративно-прикладное искусство оказали большое влияние на мировую культуру. В одежде южных арабов характерны запашные юбки (фута) и головные повязки. Для центральноаравийских арабов характерны распашные плащи без рукавов (аба), долгополые рубахи с длинными рукавами, головные платки. Разница между одеждой мужчин и женщин часто состоит в отделке и способе ношения. У бедуинок бытует татуировка хной и раскрашивание различных частей тела (лица, ладоней, ступней и т. д.). В одежде современных арабов сочетаются арабские, иранские, турецкие и европейские элементы.
Богатый арабский фольклор стал источником классической арабской поэзии. Основные музыкальные инструменты — бубен, барабаны, лютня, ребаб и т. д.
Как отмечал профессор Р. М. Нуреев: «Арабы в ряде областей знания выступали как прямые наследники античности. Однако из ее духовного мира они усвоили больше рациональное, чем гуманистическое начало. Мусульманская культура ближе к Древнему Востоку, чем к западноевропейскому феодализму».
По замечанию Л. Е. Гринина, «именно арабы стали наследниками античной мудрости. И именно от них христиане узнали, сколь ценно такое наследие. Без них возврат к античному знанию сильно замедлился бы. Но от арабов европейцы получили и многое другое. Представьте, что индийские цифры не пришли бы в Европу в свой срок. Сколько времени потребовалось бы, чтобы развить математику?..» Сен-Симон, согласно П. Барту, выделял значение изучения положительных наук, привнесенных арабами в Европу, для падения феодализма.

## Арабский мир

Государства-участники Лиги арабских государств

Арабский мир включает в себя страны, в которых большинство населения составляют арабы и арабоязычное население: Алжир, Египет, Иордания, Ирак, Йемен, Ливан, Ливия, Мавритания, Марокко, Саудовская Аравия, Сирия, Судан и Тунис. В странах арабского мира проживают почти 430 млн человек, 416 млн из которых являются арабами.
Несмотря на то, что ранняя история арабской культуры была связана с Аравийским полуостровом, население арабского мира не имеет общего происхождения. В течение многих веков на Ближнем Востоке и в Северной Африке шла арабизация многих народов, главным образом через ислам.
«Чистыми» арабами считаются кахтаниты (Южная Аравия); аднаниты (Северная Аравия) считаются «арабизированными» пришельцами на территорию Аравии; на северо-востоке Аравии проживают арабы-шихух, испытавшие персидское влияние, и, возможно, имеющие персидское происхождение; арабы за пределами Аравии происходят от смешения завоевателей из Аравии и местного доарабского населения (копты в Египте, берберы в Магрибе, арамеи в Сирии, ассирийцы, хананеи в Ливане и вавилоняне в Ираке и т. д.).
Арабы относятся в основном к малой индо-средиземноморской расе в составе большой европеоидной расы. К югу от Сахары и в Южной Аравии также проживают негроидные арабы.
Арабский мир включает в себя и ряд неарабских меньшинств, к которым относятся, например, берберы и туареги, иракские курды, евреи, армяне, копты и другие.
Ниже приводится перечень стран, которые принято включать в арабский мир.
| Государство                   | Территория (км²) | Население (чел.) | Столица    |
| ----------------------------- | ---------------- | ---------------- | ---------- |
| Алжир                         | 2 382 741        | 45 400 000       | Алжир      |
| Бахрейн                       | 695              | 1 705 003        | Манама     |
| Джибути                       | 22 000           | 921 804          | Джибути    |
| Египет                        | 997 739          | 106 221 670      | Каир       |
| Западная Сахара               | 252 120          | 393 831          | Эль-Аюн    |
| Йемен                         | 536 869          | 34 870 773       | Сана       |
| Иордания                      | 97 740           | 11 518 577       | Амман      |
| Ирак                          | 435 317          | 43 324 000       | Багдад     |
| Катар                         | 11 437           | 2 846 118        | Доха       |
| Коморы                        | 2170             | 846 281          | Морони     |
| Кувейт                        | 17 818           | 4 464 521        | Эль-Кувейт |
| Ливан                         | 10 452           | 5 296 107        | Бейрут     |
| Ливия                         | 1 775 500        | 7 200 000        | Триполи    |
| Мавритания                    | 1 030 700        | 4 244 878        | Нуакшот    |
| Марокко                       | 458 730          | 37 112 080       | Рабат      |
| Объединённые Арабские Эмираты | 77 700           | 10 207 863       | Абу-Даби   |
| Оман                          | 212 457          | 5 635 601        | Маскат     |
| Палестина                     | 6257             | 5 227 193        | Рамалла    |
| Саудовская Аравия             | 1 960 582        | 34 218 169       | Эр-Рияд    |
| Сирия                         | 185 180          | 16 139 840       | Дамаск     |
| Сомали                        | 637 657          | 15 443 000       | Могадишо   |
| Судан                         | 1 866 068        | 39 578 828       | Хартум     |
| Тунис                         | 163 610          | 11 722 038       | Тунис      |

## Места проживания
Наибольшее число арабов проживает в Азии и Африке.
В Африке: мавританцы (Мавритания), сахарцы (Западная Сахара), марокканцы (Марокко), алжирцы (Алжир), тунисцы (Тунис), ливийцы (Ливия), суданцы (Судан), египтяне (Египет), шува (Нигерия, Чад, Камерун, ЦАР, Судан).
В Азии: палестинские арабы (живут в Палестине, беженцы в Иордании, Ливане, Сирии и других странах), израильские арабы (Израиль), ливанцы (Ливан), иорданцы (Иордания), сирийцы (Сирия), иракцы (Ирак), ахвази (Иран), кувейтцы (Кувейт), бахрейнцы (Бахрейн), эмиратцы (ОАЭ), йеменцы (Йемен), катарцы (Катар), оманцы (Оман), саудовцы (Саудовская Аравия).
Арабы живут также в Турции (турецкие арабы), Узбекистане, Афганистане (афганские арабы), Индонезии (индонезийские арабы), Индии (гуджаратские арабы, чауш) и Пакистане (пакистанские арабы, иракские арабы), Сингапуре (сингапурские арабы), на Филиппинах (филиппинские арабы) и других странах.
Арабы-эмигранты есть в Западной Европе, Северной и Южной Америке, Западной и Южной Африке, Австралии и др.

### Этнические арабыЦентральной Азии
Среднеазиатские арабы расселены небольшими группами среди узбеков, таджиков и туркмен, постепенно ассимилируясь ими; основная масса живёт в Бухарской, Кашкадарьинской, Навоийской и Самаркандской областях Узбекистана. Говорят на языке страны проживания, но частично сохранилось таджикизированное месопотамское наречие арабского языка. Считают себя потомками племён, переселённых в Среднюю Азию Тимуром; лингвистические и антропологические данные говорят о том, что они переселились на правобережье Аму-Дарьи из Северного Афганистана. Численность неуклонно сокращается: 21 793 чел. в 1939 году, 8000 в 1959, около 4000 в 1970. Кроме того, выделяют своё родовое происхождение ходжа (перс. «хозяин», «господин»).
Ислам распространяли, помимо самих арабов, также и оседлые тюркоязычные мусульмане, принявшие ислам раньше кочевых тюрков. Кроме этого, лиц из других тюркских племён приписывали к роду «ходжа» за прекрасные знания ислама, что говорит о происхождении «ходжа» не как родоплеменного образования, а скорее как смешанного родоплеменного и кастового образования, имевшего в качестве одного из многих своих предков также и арабов. Вместе с тем, наряду с ходжа имеется сословие сеидов (араб. «господин», «хозяин»). Представители данного сословия возводят свою генеалогию к Али ибн Абу Талибу, двоюродному брату и зятю пророка Мухаммеда. Сеиды ведут свой род от Хусейна, сына Али и дочери Мухаммеда Фатимы.

## Религия

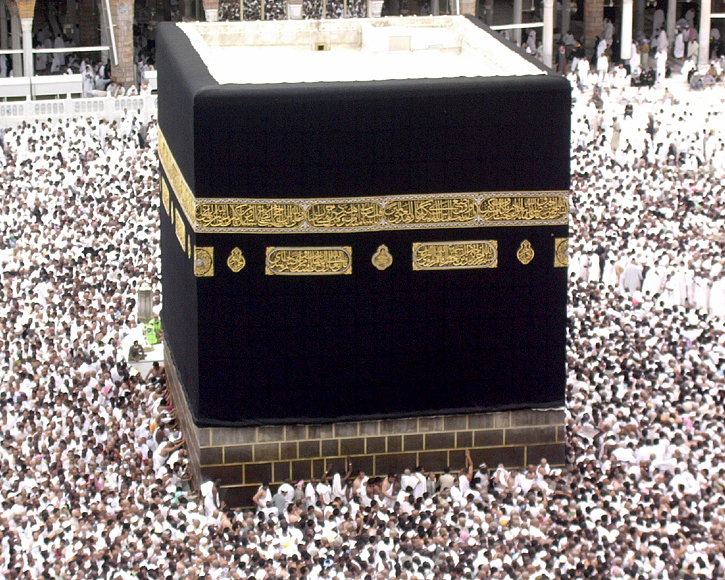
Кааба

Большинство арабов исповедуют ислам суннитского толка. Арабы-шииты проживают главным образом в Иране, Ираке, Сирии (друзы и нусайриты), Ливане, Кувейте, Бахрейне, ОАЭ, Саудовской Аравии, Йемене и др. В арабских странах Персидского залива и в Северной Африке проживают ибадиты. Среди арабов-христиан — марониты и православные Ливана, мелькиты Ливана, Сирии, Иордании и др.

## Эмиграция арабов
Арабы относятся к числу наиболее многочисленных народов мира, наряду с китайцами наиболее распространены в таких странах (в качестве мигрантов): Франция, США (см. также Американцы арабского происхождения), Испания, Япония, Южная Корея, Канада, Мексика, Аргентина, Бразилия, Австралия, Индонезия, Великобритания, Швеция, Эстония, Монголия, Ирландия, Норвегия, Дания, Германия, Австрия, Новая Зеландия, ЮАР, Малайзия, Италия и Финляндия. В этих странах общее число арабов превышает 45 миллионов человек, значительное число их приходится во Франции (6—8 млн). Быстро растёт арабская община в Японии, Финляндии, Корее, США, Канаде и Австралии. В России живёт 10 000 арабов, что является самой малочисленной иммигрантской группой арабов.

## Галерея

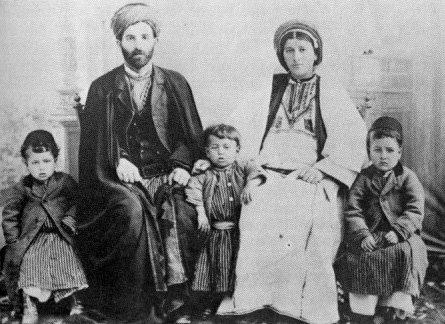
Палестинская семья в Рамалле, 1905
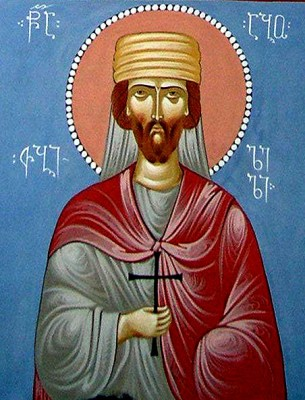
Христианский мученик св. Або, покровитель города Тбилиси
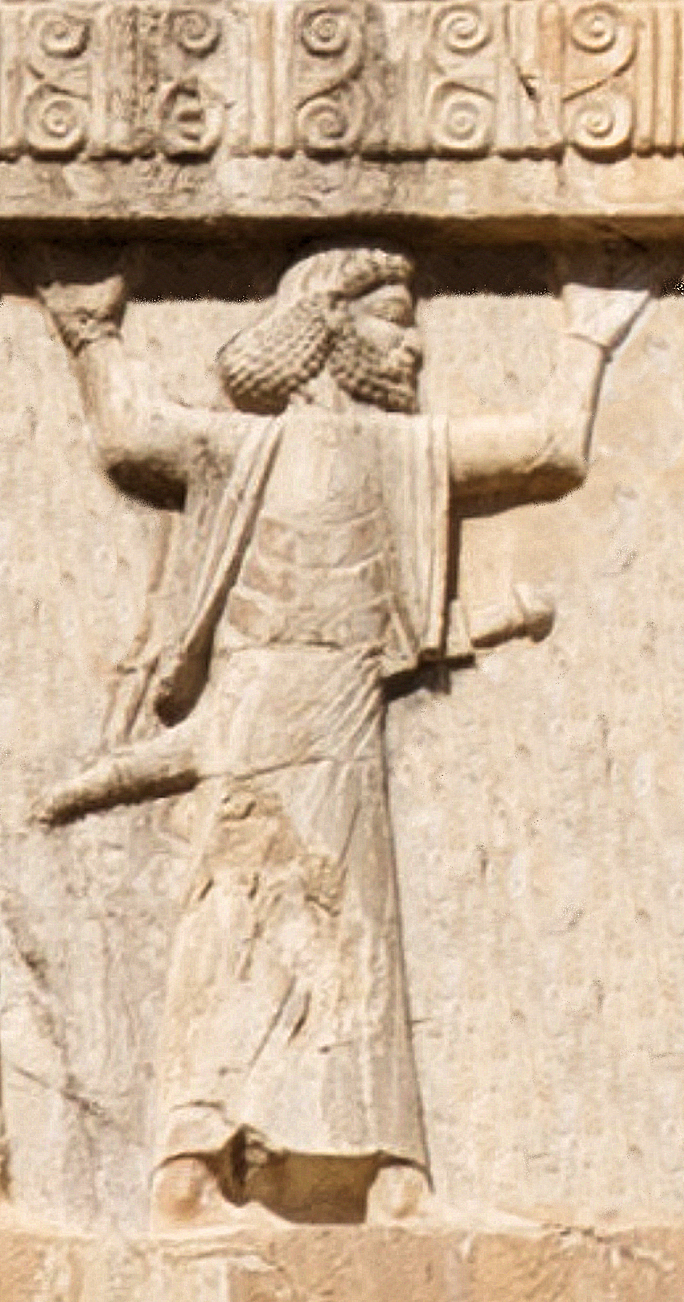
Арабский солдат (др.-перс. 𐎠𐎼𐎲𐎠𐎹, Arabāya)[37] Ахеменидской армии, около 480 г. до н. э. Рельеф гробницы Ксеркса I
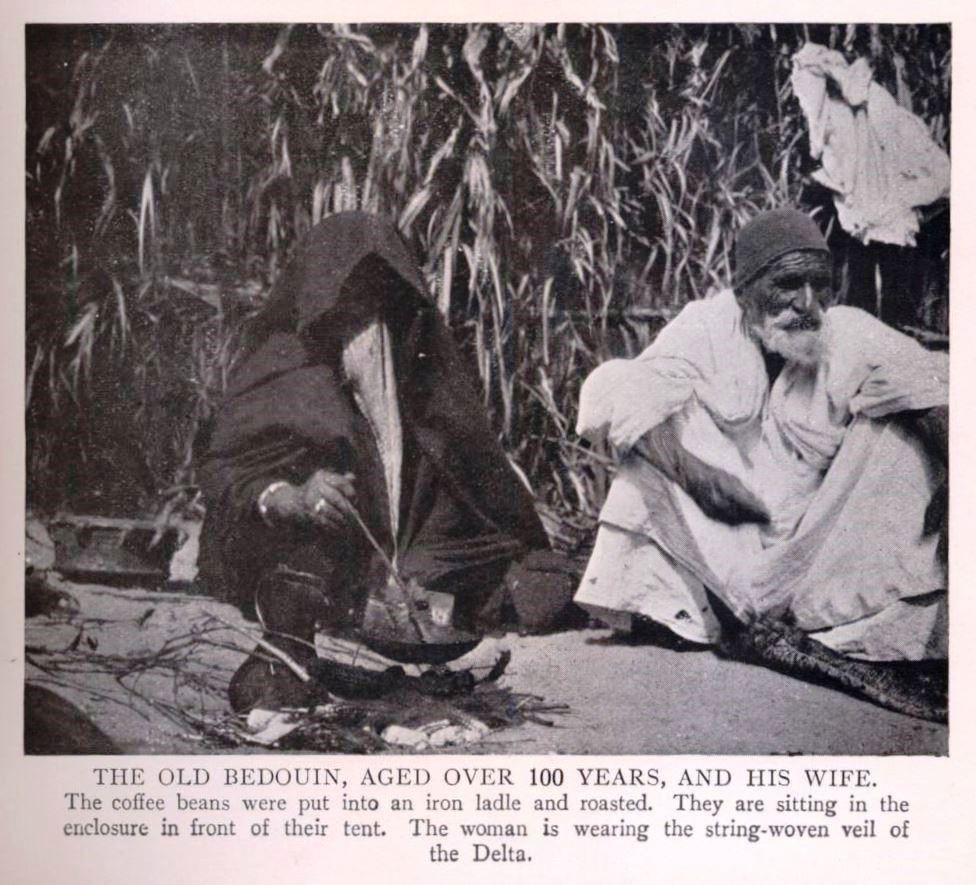
Старик-бедуин с женой в Египте, 1918 год
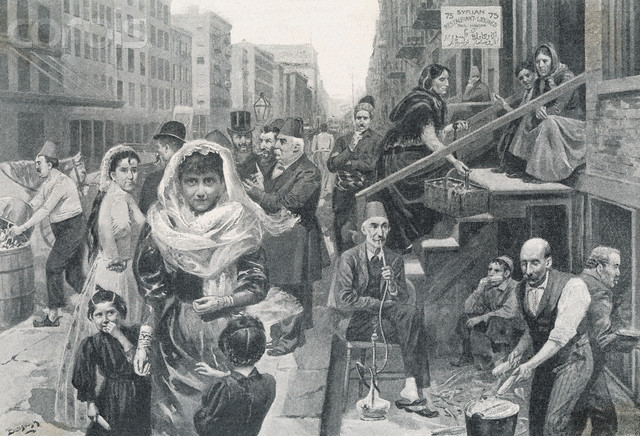
Сирийские иммигранты в Нью-Йорке, 1895 год